# Jamie Chung
Jamie Jilynn Chungová (* 10. května 1983 v San Franciscu, USA) je americká herečka korejského původu. Narodila se v Kalifornii jako dcera korejských přistěhovalců. V roce 2013 se přestěhovala do Manhattanu, kde si o dva roky později vzala herce Bryana Greenberga.

## Herecká filmografie
- 2011 – Sucker Punch jako Amber
- 2012 – Bylo, nebylo jako Mulan
- 2014 – Sin City: Ženská, pro kterou bych vraždil jako Miho
- 2017 – X-Men: Nová generace jako Clarice Fong